# 小行星9022
小行星9022（9022 Drake）是一颗绕太阳运转的小行星，为主小行星带小行星。该小行星于1988年8月14日发现。

## 轨道参数
小行星9022的轨道半长轴为3.1462185 UA，离心率为0.22。